# Чолок (село)
Чолок (кирг. Чолок) — село в Кеминском районе Чуйской области Кыргызстана. Входит в состав Кызыл-Октябрьского аильного округа. Код СОАТЕ — 41708 213 830 09 0.

## Население
| год     | 2009 | 2014 | 2015 |
| ------- | ---- | ---- | ---- |
| человек | 52   | 78   | 80   |